# 荒本駅
荒本駅（あらもとえき）は、大阪府東大阪市荒本北二丁目にある近畿日本鉄道（近鉄）けいはんな線の駅。駅番号はC24。副駅名は東大阪市役所前（ひがしおおさかしやくしょまえ）。

## 歴史
1986年、近鉄東大阪線の開通と同時に開業。1990年の国際花と緑の博覧会の際には、当駅から会場までシャトルバスが運行されていた。
2006年の近鉄けいはんな線の開業の際、東大阪線部分も含めけいはんな線に名称が統一され、東大阪の名称が路線名から消えたことから、市役所最寄りである当駅の「東大阪駅」への改称を近鉄の負担で行うよう求める意見が、一部の東大阪市議から出たが、実現には至っていない。

### 年表
- 1986年（昭和61年）10月1日：東大阪線長田 - 生駒間開通時に開業[1][2]。
- 2006年（平成18年）
  - 3月21日：到着・発車メロディ導入。
  - 3月27日：東大阪線がけいはんな線へ改称[1]。駅番号導入。
- 2007年（平成19年）4月1日：PiTaPa使用開始[5]。

## 駅構造
島式1面2線ホームを持つ半地下駅。改札・コンコースは地下1階、ホームは地下2階にある。改札口は1ヵ所のみ。トイレは改札内奥にある。なお、ホームにはワンマン運転支援用のホームセンサーが設けられている。
生駒駅管理の有人駅で、PiTaPa・ICOCA対応の自動改札機および自動精算機（回数券カードおよびICカードのチャージに対応）が設置されている。定期券・特急券は自動発売機で即時購入が可能。

### のりば
| のりば | 路線           | 方向 | 行先                     |
| ------ | -------------- | ---- | ------------------------ |
| 1      | C けいはんな線 | 下り | 学研奈良登美ヶ丘方面     |
| 2      | C けいはんな線 | 上り | コスモスクエア・夢洲方面 |

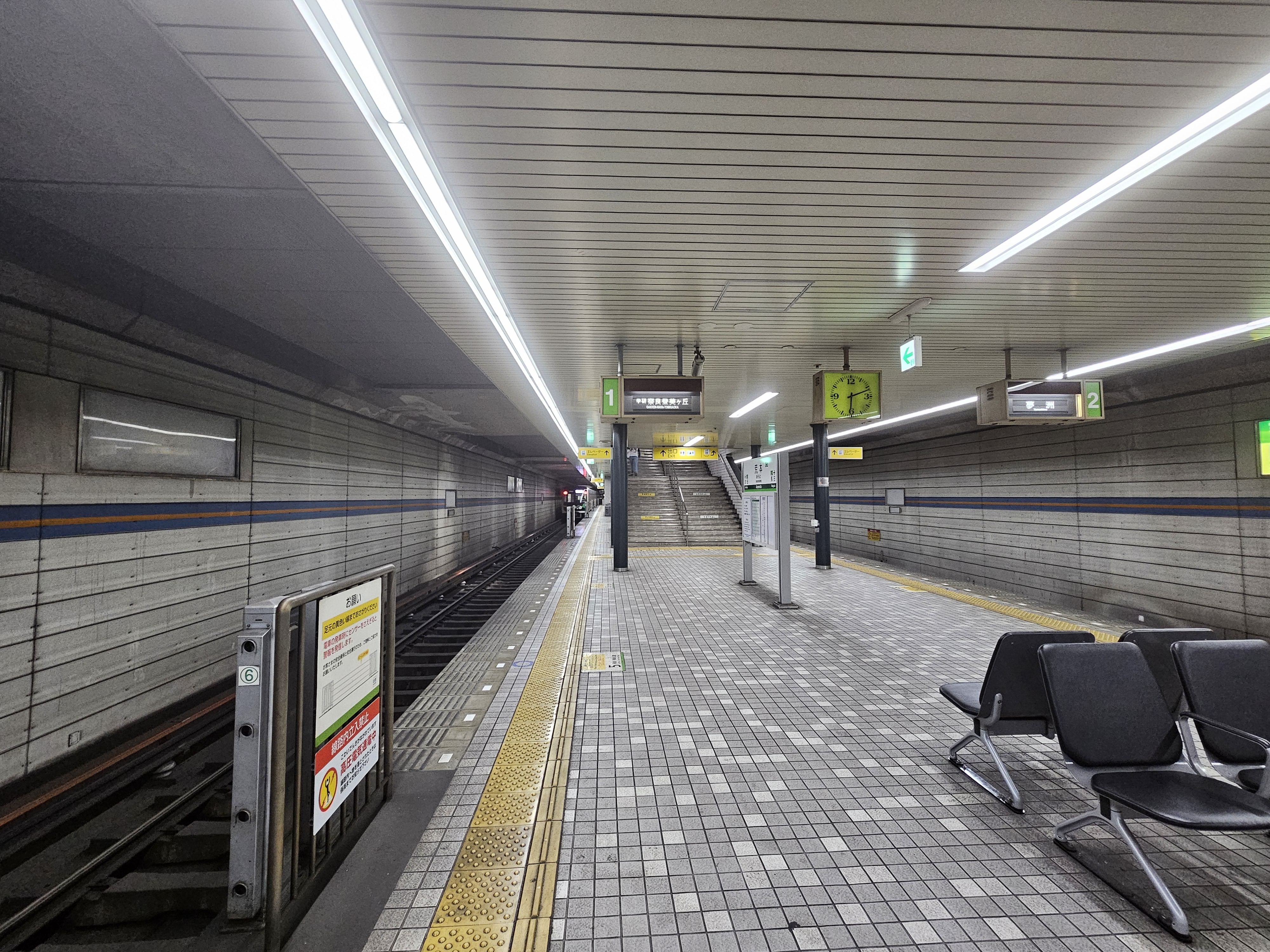
プラットホーム（2025年5月）
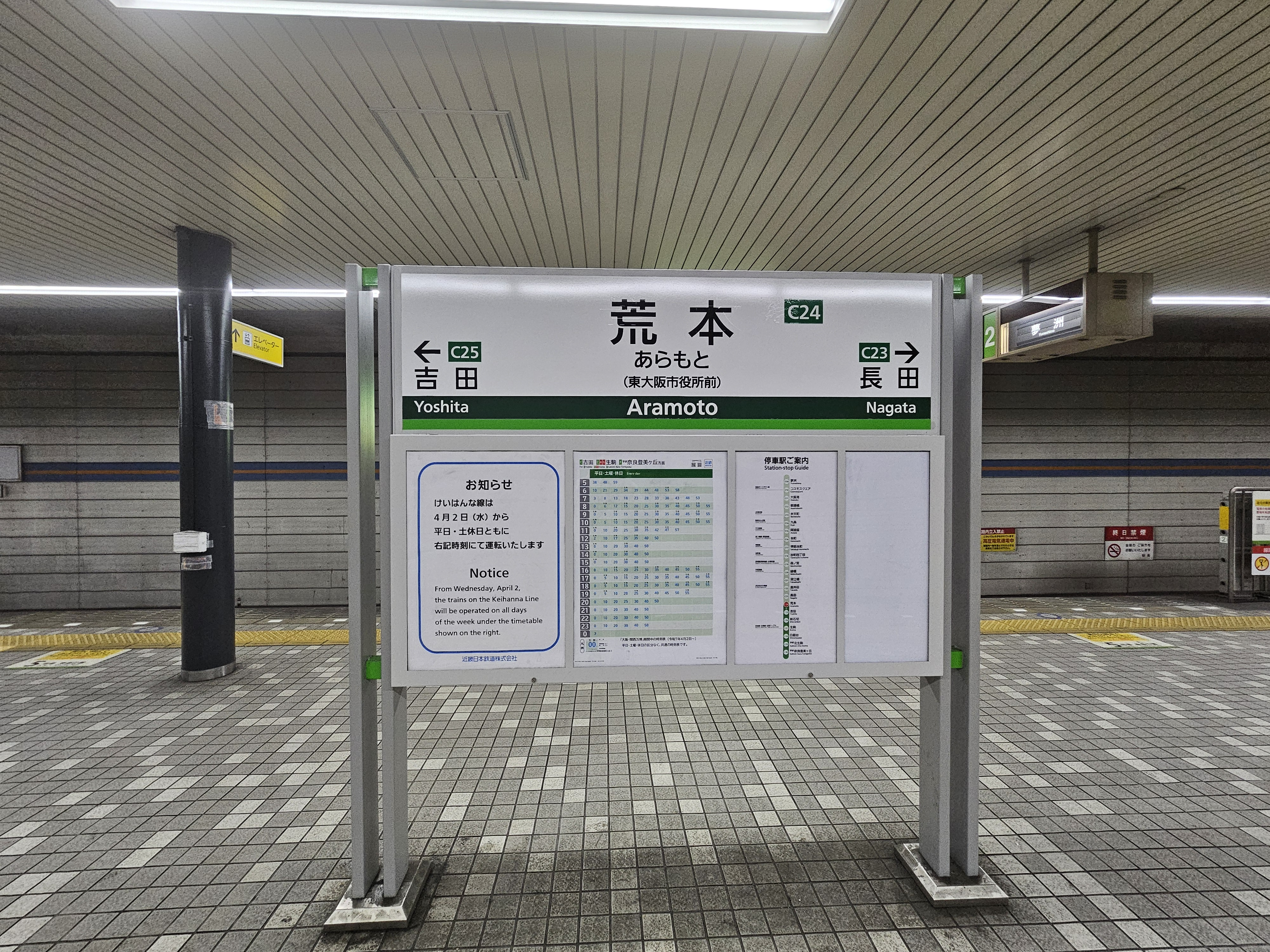
駅名標

## 利用状況
2024年11月12日における1日乗降人員は15,127人である。
近年における1日乗降人員の推移は下表の通り。
| 年度               | 特定日利用状況 | 特定日利用状況 | 特定日利用状況 | 特定日利用状況 | 1日平均 乗車人員 | 出典        | 出典          | 出典            |
| 年度               | 調査日         | 乗車人員       | 降車人員       | 乗降人員       | 1日平均 乗車人員 | 近鉄        | 大阪府        | 東大阪市        |
| ------------------ | -------------- | -------------- | -------------- | -------------- | ---------------- | ----------- | ------------- | --------------- |
| 1990年（平成02年） | 11月06日       | 4,495          | 4,765          | 9,260          |                  |             | [ 大阪府 1 ]  |                 |
| 1991年（平成03年） | -              | -              | -              | -              |                  |             | [ 大阪府 2 ]  |                 |
| 1992年（平成04年） | -              | -              | -              | -              |                  |             | [ 大阪府 3 ]  |                 |
| 1993年（平成05年） | -              | -              | -              | -              |                  |             | [ 大阪府 4 ]  |                 |
| 1994年（平成06年） | -              | -              | -              | -              |                  |             | [ 大阪府 5 ]  |                 |
| 1995年（平成07年） | -              | -              | -              | -              |                  |             | [ 大阪府 6 ]  |                 |
| 1996年（平成08年） | -              | -              | -              | -              |                  |             | [ 大阪府 7 ]  |                 |
| 1997年（平成09年） | -              | -              | -              | -              |                  |             | [ 大阪府 8 ]  |                 |
| 1998年（平成10年） | 11月10日       | 5,455          | 5,733          | 11,188         |                  |             | [ 大阪府 9 ]  |                 |
| 1999年（平成11年） | -              | -              | -              | -              | 6,374            |             | [ 大阪府 10 ] | [ 東大阪市 1 ]  |
| 2000年（平成12年） | 11月07日       | 5,077          | 6,045          | 11,122         | 6,217            | [ 近鉄 1 ]  | [ 大阪府 11 ] | [ 東大阪市 1 ]  |
| 2001年（平成13年） | -              | -              | -              | -              | 6,104            |             | [ 大阪府 12 ] | [ 東大阪市 1 ]  |
| 2002年（平成14年） | -              | -              | -              | -              | 5,956            |             | [ 大阪府 13 ] | [ 東大阪市 1 ]  |
| 2003年（平成15年） | 11月11日       | 6,470          | 7,203          | 13,673         | 6,834            | [ 近鉄 2 ]  | [ 大阪府 14 ] | [ 東大阪市 1 ]  |
| 2004年（平成16年） | -              | -              | -              | -              | 7,214            |             | [ 大阪府 15 ] | [ 東大阪市 2 ]  |
| 2005年（平成17年） | 11月08日       | 6,608          | 7,216          | 13,824         | 7,479            | [ 近鉄 3 ]  | [ 大阪府 16 ] | [ 東大阪市 3 ]  |
| 2006年（平成18年） | -              | -              | -              | -              | 7,839            |             | [ 大阪府 17 ] | [ 東大阪市 4 ]  |
| 2007年（平成19年） | -              | -              | -              | -              | 7,808            |             | [ 大阪府 18 ] | [ 東大阪市 5 ]  |
| 2008年（平成20年） | 11月18日       | 7,182          | 7,394          | 14,576         | 7,720            | [ 近鉄 4 ]  | [ 大阪府 19 ] | [ 東大阪市 6 ]  |
| 2009年（平成21年） | -              | -              | -              | -              | 7,249            |             | [ 大阪府 20 ] | [ 東大阪市 7 ]  |
| 2010年（平成22年） | 11月09日       | 6,845          | 7,178          | 14,023         | 7,168            | [ 近鉄 5 ]  | [ 大阪府 21 ] | [ 東大阪市 8 ]  |
| 2011年（平成23年） | -              | -              | -              | -              | 7,137            |             | [ 大阪府 22 ] | [ 東大阪市 9 ]  |
| 2012年（平成24年） | 11月13日       | 6,656          | 6,949          | 13,605         | 7,117            | [ 近鉄 6 ]  | [ 大阪府 23 ] | [ 東大阪市 10 ] |
| 2013年（平成25年） | -              | -              | -              | -              | 7,284            |             | [ 大阪府 24 ] | [ 東大阪市 11 ] |
| 2014年（平成26年） | -              | -              | -              | -              | 7,212            |             | [ 大阪府 25 ] | [ 東大阪市 12 ] |
| 2015年（平成27年） | 11月10日       | 7,296          | 7,649          | 14,945         | 7,472            | [ 近鉄 7 ]  | [ 大阪府 26 ] | [ 東大阪市 13 ] |
| 2016年（平成28年） | -              | -              | -              | -              | 7,656            |             | [ 大阪府 27 ] | [ 東大阪市 14 ] |
| 2017年（平成29年） | -              | -              | -              | -              | 7,854            |             | [ 大阪府 28 ] | [ 東大阪市 15 ] |
| 2018年（平成30年） | 11月13日       | 7,904          | 8,373          | 16,277         | 8,038            | [ 近鉄 8 ]  | [ 大阪府 29 ] | [ 東大阪市 16 ] |
| 2019年（令和元年） | -              | -              | -              | -              | 8,073            |             | [ 大阪府 30 ] | [ 東大阪市 17 ] |
| 2020年（令和02年） | -              | -              | -              | -              | 6,754            |             | [ 大阪府 31 ] | [ 東大阪市 18 ] |
| 2021年（令和03年） | 11月09日       | 6,963          | 7,061          | 14,024         | 6,950            | [ 近鉄 9 ]  | [ 大阪府 32 ] | [ 東大阪市 19 ] |
| 2022年（令和04年） | 11月08日       | 7,193          | 7,167          | 14,360         | 7,322            | [ 近鉄 10 ] | [ 大阪府 33 ] | [ 東大阪市 20 ] |
| 2023年（令和05年） | 11月07日       | 7,102          | 7,338          | 14,440         |                  | [ 近鉄 11 ] | [ 大阪府 34 ] |                 |
| 2024年（令和06年） | 11月12日       |                |                | 15,127         |                  | [ 近鉄 12 ] |               |                 |

## 駅周辺

### 公共施設
- 東大阪市役所
- 大阪府立中央図書館
- 布施警察署荒本交番
- 東大阪荒本郵便局

### 教育施設
- 大阪府立布施北高等学校
- 大阪府立東大阪高等職業技術専門校

### 商業施設
- 菱江ショッピングプラザ
  - ホームセンターコーナン 東大阪菱江店
  - ライフ 菱江店
- コーナン PRO東大阪菱江店

### その他の施設
- クリエイション・コア東大阪（中小企業基盤整備機構）
- JAグリーン大阪本店
- 河内総合病院
- 府営春宮住宅
- 大阪機械卸業団地
- 東大阪流通センター
  - 東大阪トラックターミナル
  - 東大阪流通倉庫
- 阪神高速13号東大阪線
- 国道308号（築港枚岡線）
- 聞称寺

## バス路線
駅前ロータリーのほか、国道308号沿い（東行き）にものりばがある。全て近鉄バス稲田営業所の運行で、停留所名は「荒本駅前」。
ロータリー内ののりばは2つあるが、のりば番号などは設定されていない。萱島線用（住道方面・八尾方面とも）・春宮線用と使い分けられている。萱島線は南側ロータリーでターンして国道308号東行のりばにも停車するダブルストップになっている。
| のりば            | 路線名 | 系統・行先             | 備考                       |
| ----------------- | ------ | ---------------------- | -------------------------- |
| ロータリー ↓ 国道 | 萱島線 | 36・41・43番：JR住道   |                            |
| ロータリー ↓ 国道 | 萱島線 | 37・39番：萱島         | 平日朝3本・夕方2本の運行   |
| ロータリー ↓ 国道 | 萱島線 | 36・39番：近鉄八尾駅前 | 朝夕に運行                 |
| ロータリー ↓ 国道 | 萱島線 | 43番：近鉄八尾駅前     | 日中に運行。アリオ八尾経由 |
| ロータリー        | 春宮線 | 15番：小阪駅前         |                            |
| 国道              | 春宮線 | 15番：鴻池新田駅       |                            |

## その他
- 2033年度に開業を目標とした、大阪モノレール本線門真市駅 - 瓜生堂駅（仮称）間の延伸が計画されており、当駅付近に接続駅となる「荒本駅（仮称）」が設置される計画となっている[7]。
  - 大阪モノレール荒本駅の建設予定地は、イオン東大阪店（2021年3月31日閉店）跡地である。同地は2002年（当時・カルフール東大阪店）の開業当時から、カルフールジャパン→イオンマルシェに対し、大阪府所有土地を20年間に亘り定期借地契約により貸与していたもの[8]で、その定期借地契約が2022年で満了となるのに伴い、改築工事に着手する予定である。

## 隣の駅
近畿日本鉄道
C けいはんな線
長田駅 (C23) - 荒本駅 (C24) - 吉田駅 (C25)
- 括弧内は駅番号を示す。

### 記事本文